# Patric Nyström
Patric Nyström, född 1968, är en svensk reporter och sedan 1993 författare av tecknade serier. Efter att ha börjat arbeta för serietidningarna 91:an och Mumin, har han fortsatt med att också skriva för tidningen Bamse och Tom och Jerry fram till 2000.
Nyström fick idén till serien Röde Orm, en bearbetning av romanen Röde Orm under 1996 och efter manusbearbetning tillsammans med tecknaren Charlie Christensen lanserades det första seriealbumet i december 1999. Efter en kontrovers fortsatte Christensen ensam med resterande album.
Han har på senare år bland annat skrivit för Muminmagasinet. Han skrev 2013 manus till en specialutgåva av Bamse som handlar om diabetes åt Diabetesförbundet.
2016 publicerades den första delen av Nyströms och Per Demervalls barnserie om Siri - Siri och vikingarna.